# Mušice svrbljivice
Mušice svrbljivice (Simuliidae), porodica holometabolnih kukaca dvokrilaca iz podreda Dugoticalaca Nematocera, pa se odlikuju dugim ticalima, ali i sitnim tijelom. 
Nalaze se po cijelom svijetu, a pripadaju vodenom ekosistemu, premda imaju i neke predstavnike i po pustinjama i otocima gdje vode nema. 
Porodica je podijeljena na dvije potporodice: Parasimuliinae i Simuliinae
Životni ciklus sastoji se od četiri razvojna stadija, jaje, ličinka, kukuljica, odrasla jedinka.  
Ženke većine vrsta hrane se pijenjem krvi toplokrvnih kralježnjaka, računajući i ljude. svojim ugrizima mogu izazvati brojne alergijske reakcije, ali i izazvati teške bolesti kao što su riječna sljepoća.

## Potporodice i rodovi
- Parasimuliinae
  - Genus Parasimulium
- Simuliinae
  - tribus Prosimuliini
  - tribus Simuliini

### Rodovi:
1. Araucnephia
2. Araucnephioides
3. Austrosimulium
4. Cnephia
5. Cnesia
6. Crozetia
7. Ectemnia
8. Gallipodus
9. Gigantodax
10. Greniera
11. Gymnopais
12. Helodon
13. Levitinia
14. Lutzsimulium
15. Metacnephia
16. Paracnephia
17. Parasimulium
18. Paraustrosimulium
19. Prosimulium
20. Simulium
21. Stegopterna
22. Sulcicnephia
23. Tlalocomyia
24. Twinnia

## Vanjske poveznice
|  | Zajednički poslužitelj ima još gradiva o temi Simuliidae |
|  | Wikivrste imaju podatke o taksonu Simuliidae             |